# ソラノス

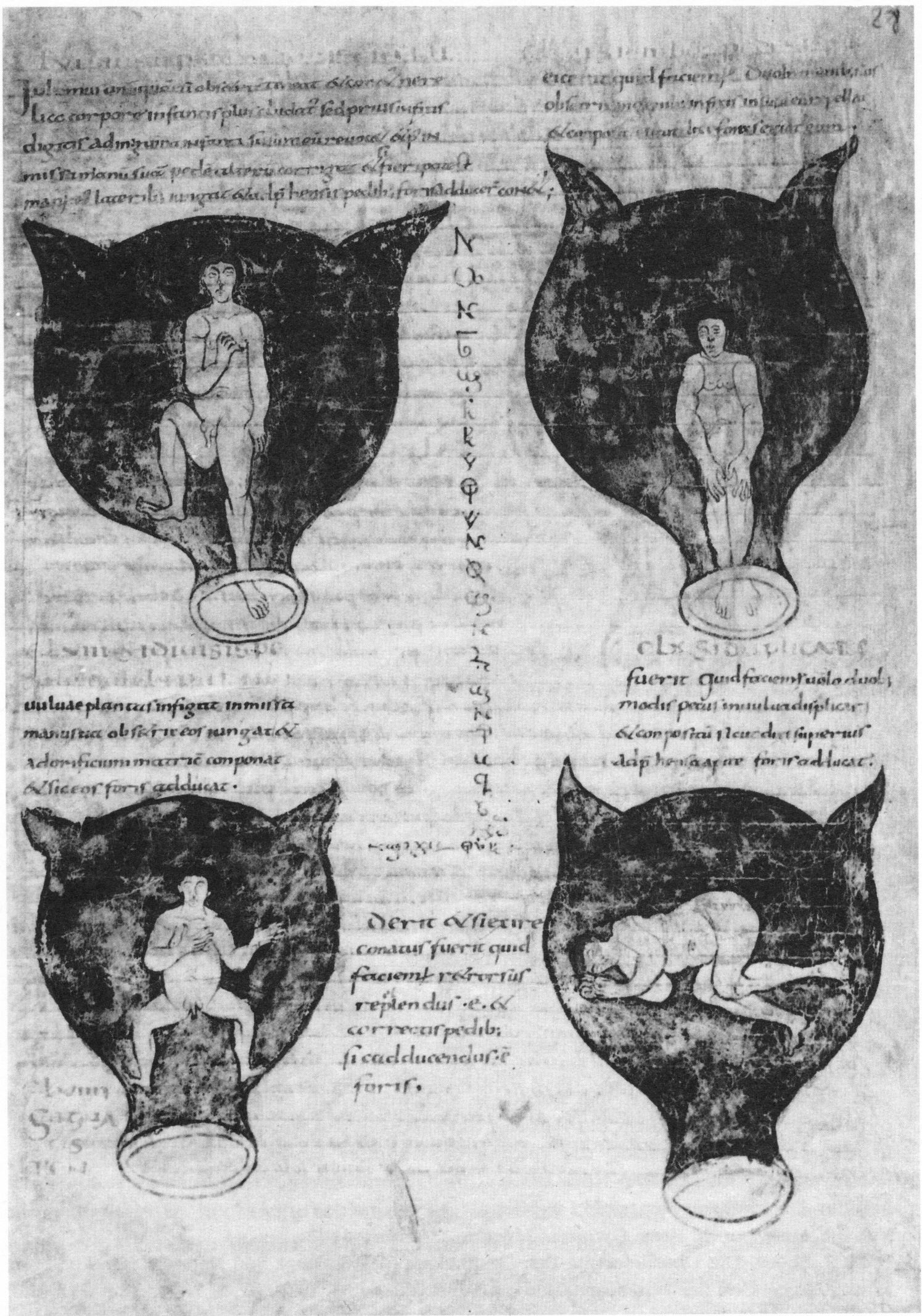
エフェソスのソラノス『婦人科学』古代末期のラテン語版より、子宮内における胎児の体位。この中世の写本に見える図解は、おそらくはソラノスが描いたものを踏まえている。ブリュッセル王立文書館蔵、Codex 3714, fol. 28r.

エフェソスのソラノス（ギリシャ語: Σωρανός ὁ Ἑφέσιος; fl. 1世紀/2世紀）は、古代ギリシアの医師。エフェソスに生まれたが、アレクサンドリアで、後にはローマに移って医術を施し、方法派の代表的人物のひとりであった。その著書はいくつか伝えられているが、その中でも特に重要なものは、婦人科学についての4巻本の専門書と後にラテン語に訳された『急性病と慢性病について (De morbis acutis et chronicis)』である。

## 生涯
ソラノスの生涯について分かっていることはほとんどない。『スーダ辞典』には、彼に関する記述が2か所にあり、それによれば彼はエフェソスに生まれた、メナンドロスとフォイベの息子で、アレクサンドリアにおいて、次いでトラヤヌス帝からハドリアヌス帝にかけての時期（98年 – 138年）のローマにおいて医術を施した。アルキゲネスはソラノスの薬を使ったとされており、ソラノスはアルキゲネスの時代には活動していたことになるし、ヘラクレアのスタティリウス・アッタルス (Statilius Attalus) の教師でもあったとされ、また、ガレノスが『治療法について (De Methodo Medendi)』を著した178年頃には既に故人となっていた。
ソラノスは、方法派に属し、その代表的な医師のひとりであった。この他には知られていることはほとんどないが、彼は一時期アクィタニアに赴いて、当時当地で流行していた皮膚病の治療にあたったとされている。

## 著作
彼の専門書『婦人科学』は伝えられており、1838年に最初に印刷出版された後、ファレンティン・ロゼによって1882年に、6世紀のムスキオなる人物によるラテン語訳とともに出版された。他に現存するものとして、『骨折の徴候』、『包帯』の一部などがある。最も重要な著作である『急性病と慢性病について』は、ギリシア語原文はいくつかの断片が残るだけであるが、5世紀のカエリウス・アウレリアヌスによるラテン語完訳が現存している。『ヒポクラテスの生涯』は、『スーダ辞典』で言及されている医学者の評伝集の一部であったものと思われ、『スーダ辞典』やビュザンティオンのステファノス (s.v. Κώς) と並んで、偉大な医師であったヒポクラテスの生涯についての数少ない権威のある記述となっている。ただし、『医学入門』は偽書と考えられている。
この他にも、ソラノスは、書名や断片だけが伝えられている数篇の著作者であったとされる。ガレノスは『薬学』についての2点の著作に言及しており、その一部からの引用も示している。カエリウス・アウレリアヌスは、さらに数篇の著作からの引用を残しており、ソラノス自身もさらに多くの、今は伝えられていない自著について言及している。テルトゥリアヌスは、4巻本だったとされる『霊魂について (De Anima)』に言及しており、そこではソラノスが霊魂を7つの部位に分けていたこと、また、その不死性を否定していたことが語られている。アイギナのパウロスもソラノスに言及し、ギニア虫（ギニアワーム）について記述した最初の古代ギリシア人著作家だとしているなど、古代人の間でソラノスの評判は高かったことがうかがえ、アウグスティヌスは彼を「最も高貴なる医学の権威 (Medicinae auctor nobilissimus)」と呼び、テルトゥリアヌスは「方法派医術の最高指導者 (Methodicae Medicinae instructissimus auctor)」と呼んだ。

## 関連文献
- Weitzmann, Kurt, ed., Age of spirituality: late antique and early Christian art, third to seventh century, no. 187, 1979, Metropolitan Museum of Art, New York, ISBN 9780870991790; full text available online from The Metropolitan Museum of Art Libraries
- ギリシア語テキスト
  - Johannes Ilberg, Sorani Gynaeciorum libri IV, De signis fracturarum, De fasciis, Vita Hippocratis secundum Soranum, Corpus medicorum Graecorum 4, Berlin, 1927. (online)
  - Paul Burguière, Danielle Gourevitch, and Yves Malinas, Maladies des femmes (with French translation), Collection Budé, 1988-.
- 英語訳
  - Soranus (1956). Soranus' Gynecology. JHU Press. ISBN 9780801843204 2013年5月26日閲覧。